# Гаряча лінія Змієносця
Гаряча лінія Змієносця (англ. The Ophiuchi Hotline) — науково-фантастичний роман американського письменника Джона Варлі. Перша частина трилогії «Вісім світів».

## Сюжет
У 2050 році людство було вигнане з Землі потужними інопланетянами, відомими як «загарбники» (походять з газової планети) — безтілесними та багатовимірними сутностями. Збереглися земляни, що перебували в колоніях на восьми планетах і супутниках Сонячної системи, так званих «Восьми світів», основними з яких є планети Марс, Венера, Меркурій та Плутон, супутник Місяць. «Загарбники» оселилися на Юпітері, куди заборонили доступ людям.
Розширення та технологічному ривку людства восьмама світами сприяло трансляція з 2150 року інформації за межами Сонячної системи, яка отримала назву «гаряча лінія Змієносця» на честь зірки 70 Змієносця, з якого вона, здається, походить. Інформація, отримана від цього, включає обширний матеріал про біологічні зміни. В результаті зміни статі та інші модифікації стали звичайними операціями. Розроблено технологію, що дозволяє людям створити резервну копію своїх спогадів (зберігається у спинному мозку). Втім експерименти з людською ДНК залишаються табу і заборонені під страхом смертної кари. Втім дозволено технологіюкопіювання спогадів лише для імплантації в клонованому тілі у разі смерті. Через дефіцит ресурсів, в один момент часу може існувати лише один клон людини, і, так само, відтворення обмежується однією дитиною на людину. Виняток існує для тих людей, які приєднуються до штучно створених симбіонтів (мутанти людейі інопланетян), які можуть відкрито жити у вакуумі космосу. Людство, поділене на два табори: тих, хто воліє новий стан існування, і тих, хто прагне помсти.
Пройшло ще 500 років (XXVII століття). Головна героїня — Ліло Александр-Каліпсо — генетік, що накапичила значні статки завдяки винаходу «бананового м'яса», тобто дерева, плодами якого є м'ясо, вирощено на основі їстівних тваринних білків. Це важливий елемент для виживання космічних колоній. Їй 57 років, але завдяки передовим хірургічним технологіям має вигляд 25-річної. Вона на Місяці експериментувала з людською ДНК і, коли її виявили, була засуджена до смертної кари. Проте вніч перед стратою в Ліквідаційному інституті ворогів людства могутній політик на Місяці на ім'я Твід (колишній президент землян) пропонує їй можливість уникнути вироку, замінивши її клоном, убитим на її місці. Ліло погоджується, і Твід рятує її.
Твід є лідером руху, який має намір вигнати «загарбників» і відновити Землю. Він змушує Ліло приєднатися до цього руху під наглядом Ваффи, охорониці, яка має безліч незаконних клонів, як чоловіків, так і жінок. Ліло двічі намагається втекти, але кожного разу її вбиває Ваффа, і клон відроджується з її оригінальними спогадами.
Третій клон Ліло (Ліло III) вирушає на віддалений місяць Юпітера — Пасіфаю, — в межах якого Твід за допомогою клонів вчених проводить таємні дослідження для разробки зброї. Тут Ліло стає коханкою Катея, дитячого вчителя колонії. Їй дають костюм з нульовим полем (силове поле з повітряним генератором, що захищає її від вакууму) для виконання завдання — дослідити, як вбивати істот, що живуть в атмосфері Юпітера. Вона відкриває Катею, що, коли вона розпочала свої експерименти, вона поклала свого клона та резервну копію своїх спогадів у таємну базу в кільцях Сатурна, щоб забезпечити її виживання у випадку, якщо її стратять.
Твід вирішує пропустити мікрочорну діру через Юпітер під час нападу на «загарбників». Ліло і Катей сідають на корабель, що перевозить мікрочорну діру, і захоплюють її. Під час сутички Ліло III і клон Ваффи I падають до Юпітера. Ваффа помирає, але Ліло зустрічає «Загарбника» і потрапляє до майбутньої версії Землі, майже позбавленої людства.
В цей час Твід пробуджує іншу версію Ліло і посилає її з клоном Ваффи II до Плутона, щоб дослідити нове повідомлення, що надходить з «гарячої лінії Змієносця». Це було перекладено як вимога щодо оплати за інформацію, яку отримало людство, але не вказує, у якій формі має відбутися платіж. Ліло II і Ваффа II знаходять другого клона Катея. Їм утрьох доручено орендувати корабель у штурманів, призначених для полювання на чорні діри, і вийти за межі орбіти Плутона, щоб проаналізувати повідомлення. Втім Катей іЛіло змушують Ваффу звільнити усіхклонів на Пасіфаї. Після цього вони наймають Джавеліна, одного з найуспішніших мисливців на чорну діру.
Опинившись у космосі, Джавелін виявляє, що промінь «гарячої лінії Змієносця» бере початок з точки, що знаходиться лише на пів світлового року від Сонячної системи, і, здається, зійшла набагато далі, і вона відведе їх до джерело променя. Оскільки подорож займе 20 років, Ліло II, Ваффа II та Катей II засипають в кріокамері.
Тим часом клан Катей I використовує вкрадене судно, щоб дістатися до клона Ліло, яка сховало його між кільцями Юпітера ще до зустрічі з Твідом. Там він зустрічає симбіот Рівнодення (подругу Ліло), яка також протягом 5 років розшукує клона. Вони відроджують клон (Ліло I) і використовують корабель для нападу на Пасіфаю, виводячи супутник з орбіти і руйнуючи системи безпеки. Вони розкривають небезпечну діяльність Твіда перед «Вісьмома світами», змушуючи Твіда ховатися. За цими вирушають до Альфа Центавра.
Коли корабель Джавеліна та його пасажири досягають джерела «гарячої лінії Змієносця», їх зустрічають начебто люди-інопланетяни (відомі як «купці»), які їх чекали на чолі із Вільямом. Вони пояснюють, що більшість рас у Всесвіті пережили подібну історію з «загарбниками»: вони вигнані із своїх рідних планет; намагаються відновити свої планети силою, як це робив Твід; і в результаті конфлікту вони повністю витісняються зі своїх сонячних систем. «Купці» відправляли інформацію через «гарячу лінію Змієносця», щоб надати людству необхідні інструменти для виживання, і ціна, яку вони просять в обмін, — це дозволити їм жити поруч та у свідомості людей, щоб вони могли додати досвід та думки людства до власного багажу знань. Натомість погрожують, що, якщо людство не погодиться, вони перетворять симбіонтів у армію, яка нападе на людство у «Восьми світах».
Клон Ліло III, раніше відправлений «загарбниками» з Юпітера на Землю, проводить там 25 років. Тут розвиток людей перебуває на рівні кам'яної доби. Вона змінила ім'я на Діана. Під час занурення при полюванні на кита, яку шанують «загарбники», вона зустрічає «Загарбника», в якого викрадає срібний кубик і миттєво транспортується до джерела «гарячої лінії Змієносця». Там вона зустрічає свого клона Ліло II. Разом вони виявляють, що спогади та знання про всіх їхніх клонів, включаючи тих, кого вбив Твід, якимось чином змішуються і поділяються між ними.
«Купці» пояснюють, що срібний куб — це особливість, яка може бути використана для руху в космос шляхом скасування інерції. Вони додають, що «Загарбники» дають такий «подарунок» расам лише тоді, коли вони готуються повністю вигнати їх із рідної сонячної системи. Джавелін, Катей II, Ваффа II, Ліло II і Ліло-Діана повертаються до сонячних систем, щоб попередити людство. Своєю чергою їх шукає Ліло I.

## Здійснені прогнози
- наявність високорозвиненої пластичної хірургії;
- клонування
- здатність змінювати стать;
- кібертехніка.